# Madame Gertrude
Pour les articles homonymes, voir Gertrude.
Madame Gertrude est un personnage comique, créé et joué par l'humoriste belge Stéphane Steeman dans l'émission de télévision Bon week-end de la RTBF.
Cette grand-mère sympathique et dynamique à l'accent bruxellois prononcé, manie la zwanze à la manière d'une Madame Chapeau (autre vieille dame bruxelloise célèbre jouée par un homme). Son petit-fils Chris, joué par Bernard Perpète, et affublé d'un énorme accent liégeois, lui donne la réplique ainsi que, de temps en temps, sa belle-fille Josée, mère de Chris, jouée par Régine Verelle (épouse de Stéphane Steeman).
Le personnage et l'univers de Madame Gertrude furent adaptés en bande dessinée dans l'album Gertrude au pays des Belges, en 1996, scénarisé par Stéphane Steeman et dessiné par Malik.